# James Ball
James Allan „Jimmy” Ball (ur. 7 maja 1903 w Dauphin w prowincji Manitoba, zm. 2 lipca 1988 w Victorii) – kanadyjski lekkoatleta sprinter, trzykrotny medalista olimpijski.
Ball studiował farmację na University of Manitoba, gdzie dał się poznać jako czołowy lekkoatleta. W 1927 zdobył mistrzostwo Kanady w biegu na 440 jardów i w sztafecie 4 × 440 jardów. Podczas eliminacji przedolimpijskich w 1928 w Hamilton dwukrotnie poprawił rekord Kanady w biegu na 400 metrów.
Na igrzyskach olimpijskich w 1928 w Amsterdamie Ball wywalczył srebrny medal w biegu na 400 metrów, przegrywając jedynie z Amerykaninem Rayem Barbutim. Zdobył również brązowy medal w sztafecie 4 × 400 metrów (która biegła w składzie: Alex Wilson, Phil Edwards, Stanley Glover i Ball), Kanadyjczycy w finale pobili rekord kraju (3:15,4).
Na igrzyskach Imperium Brytyjskiego w 1930 w Hamilton zdobył srebrny medal w sztafecie 4 × 440 jardów, a w biegach na 220 jardów i na 440 jardów zajął 5. miejsce. Podczas igrzysk olimpijskich w 1932 w Los Angeles zdobył brązowy medal w sztafecie 4 × 400 metrów (w składzie: Ray Lewis, Ball, Edwards i Wilson) z rekordem Kanady (3:12,8), a na 400 metrów odpadł w półfinale.